# Club Universitario de Deportes 1970
Questa voce raccoglie le informazioni riguardanti il Club Universitario de Deportes nelle competizioni ufficiali della stagione 1970.

## Maglie
| 1ª divisa |

## Rosa
| N. |                 | Ruolo | Calciatore         |
| -- | --------------- | ----- | ------------------ |
|    | Perù (bandiera) | P     | Rubén Correa       |
|    | Perù (bandiera) | P     | Jesús Goyzueta     |
|    | Perù (bandiera) | P     | Ricardo Valderrama |
|    | Perù (bandiera) | D     | Eloy Bernales      |
|    | Perù (bandiera) | D     | Héctor Chumpitaz   |
|    | Perù (bandiera) | D     | Fernando Cuéllar   |
|    | Perù (bandiera) | D     | José Fernández     |
|    | Perù (bandiera) | D     | Nicolas Fuentes    |
|    | Perù (bandiera) | D     | Pedro González     |
|    | Perù (bandiera) | D     | Luis La Fuente     |
|    | Perù (bandiera) | D     | Julio Luna         |
|    | Perù (bandiera) | D     | Eleazar Soria      |
|    | Perù (bandiera) | C     | Luis Cruzado       |

| N. |                    | Ruolo | Calciatore        |
| -- | ------------------ | ----- | ----------------- |
|    | Perù (bandiera)    | C     | Percy Rojas       |
|    | Perù (bandiera)    | C     | Hernán Castañeda  |
|    | Perù (bandiera)    | C     | Roberto Challe    |
|    | Perù (bandiera)    | C     | Fernando Alva     |
|    | Perù (bandiera)    | A     | Héctor Bailetti   |
|    | Perù (bandiera)    | A     | Víctor Calatayud  |
|    | Perù (bandiera)    | A     | Enrique Casaretto |
|    | Perù (bandiera)    | A     | Juan Oblitas      |
|    | Perù (bandiera)    | A     | Enríque Rodríguez |
|    | Perù (bandiera)    | A     | Ángel Uribe       |
|    | Uruguay (bandiera) | A     | Carlos Jurado     |

## Risultati

### Primera División
| Lima | Universitario | 2 – 1 | Sporting Cristal |  |

| Chiclayo | Juan Aurich | 0 – 1 | Universitario |  |

| Lima | Universitario | 4 – 2 | Alianza Lima |  |

| Sullana | Atletico Torino | 0 – 1 | Universitario |  |

| Trujillo | Carlos A. Mannucci | 1 – 1 | Universitario |  |

| Lima | Universitario | 1 – 0 | Deportivo SIMA |  |

| Lima | Universitario | 4 – 0 | Porvenir Miraflores |  |

| Lima | Sport Boys | 1 – 3 | Universitario |  |

| Lima | Defensor Arica | 0 – 0 | Universitario |  |

| Lima | Universitario | 4 – 0 | Atlético Grau |  |

| Lima | Deportivo Municipal | 0 – 0 | Universitario |  |

| Lima | Octavio Espinosa | 1 – 1 | Universitario |  |

| Lima | Universitario | 1 – 0 | Defensor Lima |  |

| Lima | Sporting Cristal | 0 – 1 | Universitario |  |

| Lima | Universitario | 2 – 1 | Juan Aurich |  |

| Lima | Alianza Lima | 2 – 2 | Universitario |  |

| Lima | Universitario | 9 – 0 | Atletico Torino |  |

| Lima | Universitario | 6 – 0 | Carlos A. Mannucci |  |

| Lima | Deportivo SIMA | 2 – 1 | Universitario |  |

| Lima | Porvenir Miraflores | 2 – 1 | Universitario |  |

| Lima | Universitario | 2 – 4 | Sport Boys |  |

| Lima | Universitario | 1 – 1 | Defensor Arica |  |

| Piura | Atlético Grau | 1 – 2 | Universitario |  |

| Lima | Universitario | 3 – 0 | Deportivo Municipal |  |

| Lima | Universitario | 1 – 1 | Octavio Espinosa |  |

| Lima | Defensor Lima | 1 – 2 | Universitario |  |

| Lima | Universitario | 0 – 0 | Defensor Lima |  |

| Lima | Universitario | 2 – 3 | Sporting Cristal |  |

| Ica | Octavio Espinosa | 1 – 4 | Universitario |  |

| Lima | Universitario | 0 – 3 | Defensor Arica |  |

| Chiclayo | Juan Aurich | 0 – 3 | Universitario |  |

| Lima | Universitario | 4 – 1 | Deportivo Municipal |  |

### Coppa Libertadores

#### Primo Turno
| Quito 15 febbraio 1970 | LDU Quito | 2 – 0 | Universitario |  |

| Quito 22 febbraio 1970                           | América de Quito | 0 – 3          | Universitario |  |
| \| \| \| \| \| \| Marcatori \| Soria Bailetti \| |                  |                |               |  |
|                                                  |                  |                |               |  |
|                                                  | Marcatori        | Soria Bailetti |               |  |

| Lima 28 febbraio 1970 | Universitario | 2 – 1 | Defensor Arica |  |

| Lima 12 marzo 1970 | Universitario | 3 – 0 | América de Quito |  |

| Lima 16 marzo 1970 | Universitario | 2 – 0 | LDU Quito |  |

| Lima 20 marzo 1970 | Defensor Arica | 1 – 1 | Universitario |  |

#### Quarti di finale
| Lima 11 aprile 1970 | Universitario | 1 – 3 | Boca Juniors |  |

| Lima 14 aprile 1970 | Universitario | 1 – 2 | River Plate |  |

| Buenos Aires 22 aprile 1970 | Boca Juniors | 1 – 0 | Universitario |  |

| Buenos Aires 25 aprile 1970 | River Plate | 5 – 3 | Universitario |  |

## Statistiche

### Statistiche di squadra
| Competizione       | Punti | Totale | Totale | Totale | Totale | Totale | Totale | DR  |
| Competizione       | Punti | G      | V      | N      | P      | Gf     | Gs     | DR  |
| ------------------ | ----- | ------ | ------ | ------ | ------ | ------ | ------ | --- |
| Primera División   | 70    | 32     | 19     | 8      | 5      | 69     | 30     | +39 |
| Coppa Libertadores | 9     | 10     | 4      | 1      | 5      | 16     | 15     | +1  |
| Totale             | 79    | 42     | 23     | 9      | 10     | 85     | 45     | +40 |